# The Inner and Outer World of Shahrukh Khan
The Inner and Outer World of Shahrukh Khan es el título de un par de documentales sobre la superestrella de Bollywood Shahrukh Khan, ambos dirigidos por el escritor y productor/director Nasreen Munni Kabir, una autoridad en el cine hindi. La primera película, The Inner World of Shahrukh Khan, para BBC Channel 4, examina la historia familiar y la vida cotidiana del actor, mientras que la segunda, The Outer World of Shahrukh Khan, producida por Red Chillies Entertainment, lo sigue en su gira de conciertos Temptations 2004 en Europa y Estados Unidos. Al contrastar los dos mundos de Shahrukh Khan, Kabir analiza el efecto del estrellato en «un hombre que ha llevado el cine indio al siguiente nivel».